# بيتر بلازينسيك
بيتر بلازينسيك (بالإنجليزية: Peter Blazincic) مواليد 29 مايو 1969 في أديليد، هو لاعب كرة قدم أسترالي سابق كان يلعب كحارس مرمى.

## المسيرة الاحترافية

### أندية لعب لها
- أدلايد رايدرز
- نادي غوانغجو إفرغراند (الصين)

## روابط خارجية
- بيتر بلازينسيك على موقع عالم كرة القدم.نت (الإنجليزية)